# Міхал Францішек Сапіга
Міхал Францішек Сапіга (лит. Mykolas Pranciškus Sapiega, пол. Michał Franciszek Sapieha; 1670 — 19 листопада 1700, Алкенікі) — литовський державний і військовий діяч.

## Сім'я
Походив з черейської лінії магнатського роду Сапіг, син великого литовського гетьмана Казимира Яна та його першої дружини Крістіни Барбари Глібович. У нього були брати Єжи Станіслав та Олександр Павло.
Не встигли одружитися і не залишили нащадків.